# Calais-i János
Az Calais-i János (olaszul: Gianni di Calais) Gaetano Donizetti háromfelvonásos operája (opera semiseria). A szövegkönyvet Domenico Gilardoni írta Louis-Charles Caignez Jean de Calais című műve alapján. A művet 1828. augusztus 2-án mutatták be először a nápolyi Teatro del Fondóban. Magyarországon még nem játszották.

## Szereplők
| Szereplő                             | Hangfekvés  | Az ősbemutató szereposztása |
| ------------------------------------ | ----------- | --------------------------- |
| Metilde, Gianni felesége             | szoprán     | Adelaide Comelli Rubini     |
| Gianni da Calais (János), kapitány   | tenor       | Giovanni Battista Rubini    |
| Rustano, matróz                      | bariton     | Antonio Tamburini           |
| A király, Metilde apja               | basszus     | Michele Benedetti           |
| Arrigo, apród                        | alt         | Edvige Ricci                |
| Rogiero                              | tenor       | Filippo Tati                |
| Guido                                | basszus     | Giovanni Pace               |
| Corrado, Rogiero barátja             | tenor       | Gaetano Chizzola            |
| Egy hivatalnok                       | tenor       |                             |
| Adelina, hercegné, Metilde barátnője | szoprán     |                             |
| Ermanno, Gianni fia                  | néma szerep |                             |
| Matrózok, nyoszolyólányok, nép.      |             |                             |

## Cselekménye
- Helyszín: Portugália

Metilde hercegnő és fiatal fia hazatérnek. Évekkel korábban kalózok rabolták el, de egy ügyes kapitánynak, Gianninak sikerült kimenekíteni őket. Köszönetképpen Metilde feleségül ment Giannihoz. Metilde időközben összebarátkozott Adelina hercegnővel, aki ígéretet tett, hogy közbelép a királynál és megpróbálja elfogadtatni házasságukat. Gianni hajója megérkezik a kikötőbe, árbócán egy zászló leng Metilde arcképével. A király maga elé kéreti Giannit és az elveszettnek hitt lányáról kezdi el faggatni. A kapitány elmeséli a történetét Metildével. Ezt Ruggero is hallja és felháborítónak tartja. Ennek oka, hogy eltűnése előtt szerelmes volt Metildébe és feleségül akarta venni. A király elmondja Gianninak, hogy házasságukat az ország nemesei is jóvá kell hagyják. Ruggero megpróbálja megakadályozni a házasság elismerését, de Gianni barátja, Rustano, felfedi az intrikáit így az utolsó akadály is elhárul Metilde és a kapitány házasságának elismerése elől. A király üdvözli az ifjú párt és fiúkat.